# London to Brighton
Pour plus de détails, voir Fiche technique et Distribution.
London to Brighton est un film britannique réalisé par Paul Andrew Williams, sorti en 2006.

## Synopsis
À Londres, Kelly (une prostituée salement amochée) et Joanne (une fugueuse de 12 ans) prennent précipitamment le premier train du matin de Londres en partance pour Brighton où habite Karen, une amie de Kelly. Elles veulent échapper à Derek, un petit proxénète, contraint de les rechercher par Stuart Allen, un dangereux homme du milieu dont elles ont mortellement blessé le père, un pédophile sadique qui s’apprêtait à abuser de Joanne. Derek les retrouve et les livre à Stuart au milieu de la nuit. Pendant que les acolytes de Stuart creusent une tombe en pleine campagne, ce dernier demande à Joanne de lui raconter les circonstances de sa rencontre avec son père.   

## Fiche technique
- Titre original : London to Brighton
- Réalisation : Paul Andrew Williams
- Scénario : Paul Andrew Williams
- Dialogues : Paul Andrew Williams
- Photographie : Christopher Ross
- Montage : Tom Hemmings
- Musique : Laura Rossi
- Décors : Jane Levick
- Costumes : Jane Levick
- Producteurs : Alastair Clark, Ken Marshall, Rachel Robey, Paul Andrew Williams
- Sociétés de production : Steel Mill Pictures (Royaume-Uni), Wellington Films (Royaume-Uni), LTB Films Limited (Royaume-Uni)
- Sociétés de distribution : Vertigo Films (Royaume-Uni), MK2 Diffusion (France)
- Pays de production :  Royaume-Uni
- Langue de tournage : anglais
- Tournage extérieur : Londres, Brighton, Guildford
- Format : couleur par Technicolor — 35 mm — 2.35:1 Panavision — son stéréo Dolby Digital
- Genre : Film dramatique, Thriller
- Durée : 85 minutes
- Date de sortie :
  - Royaume-Uni : 18 août 2006 au Festival international d'Édimbourg
  - France :  20 juin 2007
- (fr) Mentions CNC : interdit aux -12 ans avec avertissement[1], Art et Essai (visa d'exploitation no 118039 délivré le 11 juin 2007)

## Distribution
- Lorraine Stanley : Kelly
- Georgia Groome : Joanne
- Johnny Harris : Derek
- Nathan Constance : Chum
- Sam Spruell : Stuart Allen
- Alexander Morton : Duncan Allen
- Chloe Bale : Karen

## Récompenses et distinctions

### Récompenses
- Festival du film britannique de Dinard 2006 : prix Hitchcock d'or à Paul Andrew Williams
- Festival international d'Édimbourg 2006 : prix du nouveau réalisateur à Paul Andrew Williams
- Festival du film de Foyle 2006 (Irlande du Nord) : prix du meilleur long métrage à Paul Andrew Williams
- Raindance Film Festival 2006 (Londres) : prix spécial du jury à Paul Andrew Williams
- Evening Standard British Film Awards 2007 (Londres) : prix du nouveau réalisateur le plus prometteur à Paul Andrew Williams